# Borneol
El borneol es un compuesto orgánico bicíclico y un terpeno. El grupo hidroxilo en este compuesto se coloca en una posición de endo. Borneol existe como dos enantiómeros que tienen dos diferentes números CAS. De origen natural D-(+)-borneol es ópticamente activo.

## Reacciones
El borneol es fácilmente oxidado a la cetona (alcanfor). Un nombre histórico para el borneol es el de alcanfor de Borneo que explica el nombre. El borneol se pueden sintetizar mediante la reducción de alcanfor por la reducción de Meerwein-Ponndorf-Verley (un proceso reversible). La reducción de alcanfor con borohidruro de sodio (rápida e irreversible) da lugar al isómero isoborneol como un producto de reacción cinéticamente controlado.

Synthesis of the borneol isomer isoborneol via reduction of camphor.

## Aparición natural
El borneol se puede encontrar en varias especies de Artemisia, Dipterocarpaceae, Blumea balsamifera y Kaempferia galanga.
Se utiliza en la medicina tradicional china como moxa. Una primera descripción se encuentra en el Bencao Gangmu.

## Usos
El borneol es un componente de muchos aceites esenciales, y un producto natural repelente de insectos.

## Toxicología
El borneol es peligroso para los ojos, la piel y tracto respiratorio; si se ingiere